# Leichtathletik-Europameisterschaften 2014/200 m der Männer

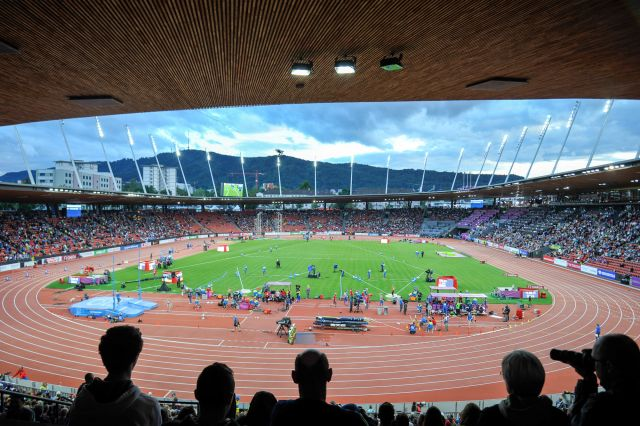
Das Letzigrund-Stadion während der Europameisterschaften 2014

Der 200-Meter-Lauf der Männer bei den Leichtathletik-Europameisterschaften 2014 wurde vom 13. bis 15. August 2014 im Letzigrund-Stadion von Zürich ausgetragen.
Europameister wurde der Brite Adam Gemili. Den zweiten Platz belegte der zweifache Europameister über 100 Meter (2010/2012) und WM-Dritte über 200 Meter von 2011 Christophe Lemaitre aus Frankreich. Bronze ging an den Ukrainer Serhij Smelyk.

## Rekorde

### Bestehende Rekorde
| Weltrekord           | 19,19 s | Usain Bolt            | 2009, WM Berlin, Deutschland | 20. August 2009    |
| Europarekord         | 19,72 s | Pietro Mennea         | Mexiko-Stadt, Mexiko         | 12. September 1979 |
| Meisterschaftsrekord | 19,85 s | Konstantinos Kenteris | EM München, Deutschland      | 9. August 2002     |

Der bestehende EM-Rekord wurde bei diesen Europameisterschaften nicht erreicht. Die schnellste Zeit erzielte der britische Europameister Adam Gemili, der im Finale mit 19,98 s bei einem Gegenwind von 1,4 m/s als einziger Sprinter unter zwanzig Sekunden lief. Damit blieb er dreizehn Hundertstelsekunden über dem Rekord. Zum Europarekord fehlten ihm 26, zum Weltrekord 79 Hundertstelsekunden.

### Rekordverbesserungen
Es wurden zwei neue Landesrekorde aufgestellt:
- 21,03 s – Kevin Moore (Malta), dritter Vorlauf am 13. August bei einem Gegenwind von 0,4 m/s
- 20,38 s – Ramil Guliyev (Türkei), erstes Halbfinale am 14. August bei einem Gegenwind von 0,4 m/s

## Legende
Kurze Übersicht zur Bedeutung der Symbolik – so üblicherweise auch in sonstigen Veröffentlichungen verwendet:
| NR    | Nationaler Rekord              |
| NU23R | Nationaler U23-Rekord          |
| DNS   | nicht am Start (did not start) |

## Vorrunde
15. August 2014, 17:35 Uhr
Die Vorrunde wurde in vier Läufen durchgeführt. Die ersten drei Athleten pro Lauf – hellblau unterlegt – sowie die darüber hinaus vier zeitschnellsten Läufer – hellgrün unterlegt – qualifizierten sich für das Halbfinale.

### Vorlauf 1
13. August 2014, 12:05 Uhr
Wind: −1,5 m/s
| Platz | Name            | Nation      | Zeit (s) |
| ----- | --------------- | ----------- | -------- |
| 1     | Serhij Smelyk   | Ukraine     | 20,49    |
| 2     | Ramil Guliyev   | Türkei      | 20,59    |
| 3     | Ben Bassaw      | Frankreich  | 20,68    |
| 4     | Robin Erewa     | Deutschland | 20,72    |
| 5     | Sergio Ruiz     | Spanien     | 20,73    |
| 6     | Enrico Demonte  | Italien     | 20,90    |
| 7     | Petar Kremenski | Bulgarien   | 21,75    |
| 8     | Riste Pandev    | Mazedonien  | 21,96    |

### Vorlauf 2

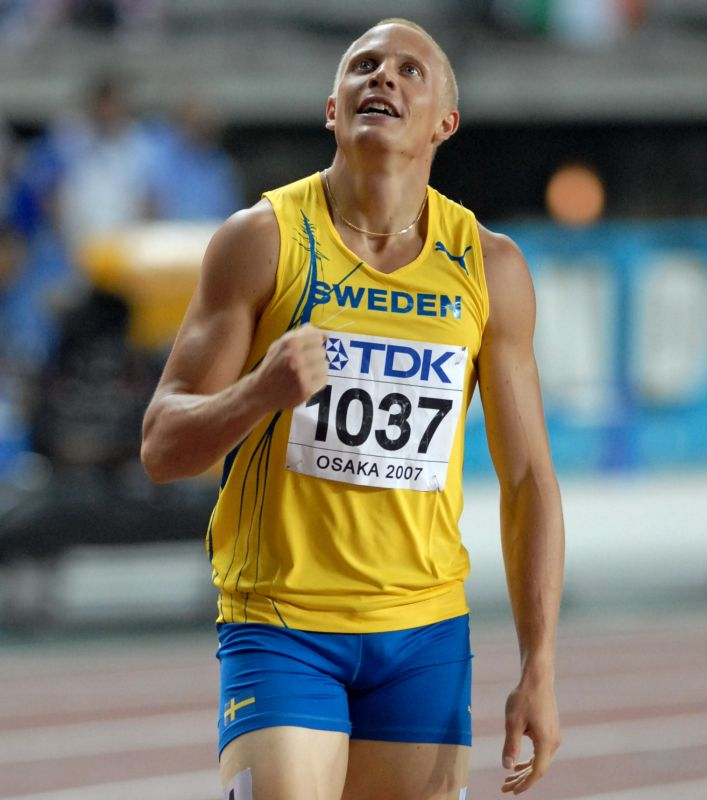
Um einen Rang verpasste Johan Wissman den Einzug in die nächste Runde

13. August 2014, 12:13 Uhr
Wind: +0,4 m/s
| Platz | Name                | Nation         | Zeit (s) |
| ----- | ------------------- | -------------- | -------- |
| 1     | Christophe Lemaitre | Frankreich     | 20,43    |
| 2     | James Ellington     | Großbritannien | 20,55    |
| 3     | Alex Wilson         | Schweiz        | 20,61    |
| 4     | Johan Wissman       | Schweden       | 20,82    |
| 5     | İzzet Safer         | Türkei         | 21,06    |
| 6     | David Lima          | Portugal       | 21,25    |
| 7     | Fabian Haldner      | Liechtenstein  | 23,06    |
| DNS   | Julian Reus         | Deutschland    |          |

### Vorlauf 3

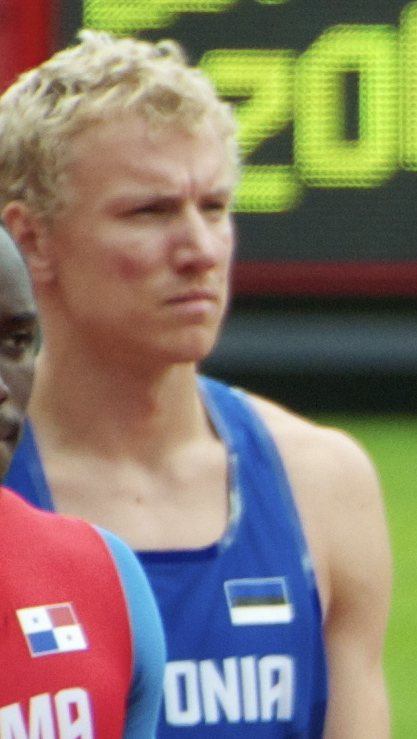
Marek Niit – mit einer Zeit über 21 Sekunden chancenlos

13. August 2014, 12:21 Uhr
Wind: −0,4 m/s
| Platz | Name                        | Nation         | Zeit (s) |
| ----- | --------------------------- | -------------- | -------- |
| 1     | Danny Talbot                | Großbritannien | 20,63    |
| 2     | Likoúrgos-Stéfanos Tsákonas | Griechenland   | 20,64    |
| 3     | Diego Marani                | Italien        | 20,65    |
| 4     | Karol Zalewski              | Polen          | 20,76    |
| 5     | Nil de Oliveira             | Schweden       | 20,93    |
| 6     | Kevin Moore                 | Malta          | 21,03 NR |
| 7     | Marek Niit                  | Estland        | 21,04    |
| 8     | Jan Žumer                   | Slowenien      | 21,47    |

### Vorlauf 4

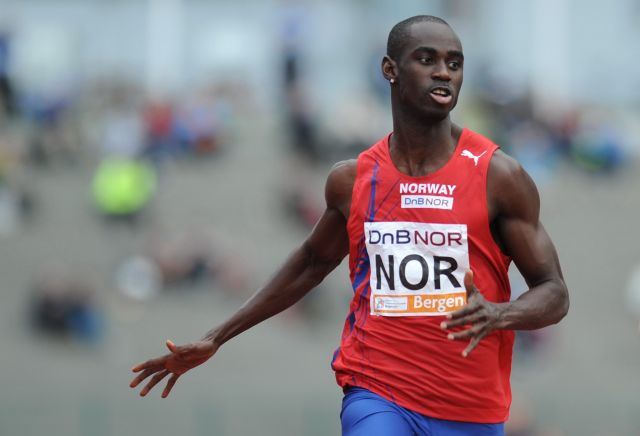
Dem 100-m-Sechsten Jaysuma Saidy Ndure fehlten zwei Hundertstelsekunden für die Teilnahme am Halbfinale

13. August 2014, 12:29 Uhr
Wind: −0,2 m/s
| Platz | Name                 | Nation         | Zeit (s) |
| ----- | -------------------- | -------------- | -------- |
| 1     | Adam Gemili          | Großbritannien | 20,39    |
| 2     | Eseosa Desalu        | Italien        | 20,55    |
| 3     | Churandy Martina     | Niederlande    | 20,60    |
| 4     | Aleixo-Platini Menga | Deutschland    | 20,71    |
| 5     | Jaysuma Saidy Ndure  | Norwegen       | 20,78    |
| 6     | Jonathan Åstrand     | Finnland       | 21,03    |
| 7     | Joel Burgunder       | Schweiz        | 21,24    |
| 8     | Mikel De Sa          | Andorra        | 22,54    |

## Halbfinale
Aus den beiden Halbfinalläufen qualifizierten sich die jeweils ersten drei Athleten – hellblau unterlegt – sowie die darüber hinaus zwei zeitschnellsten Läufer – hellgrün unterlegt – für das Finale.

### Lauf 1

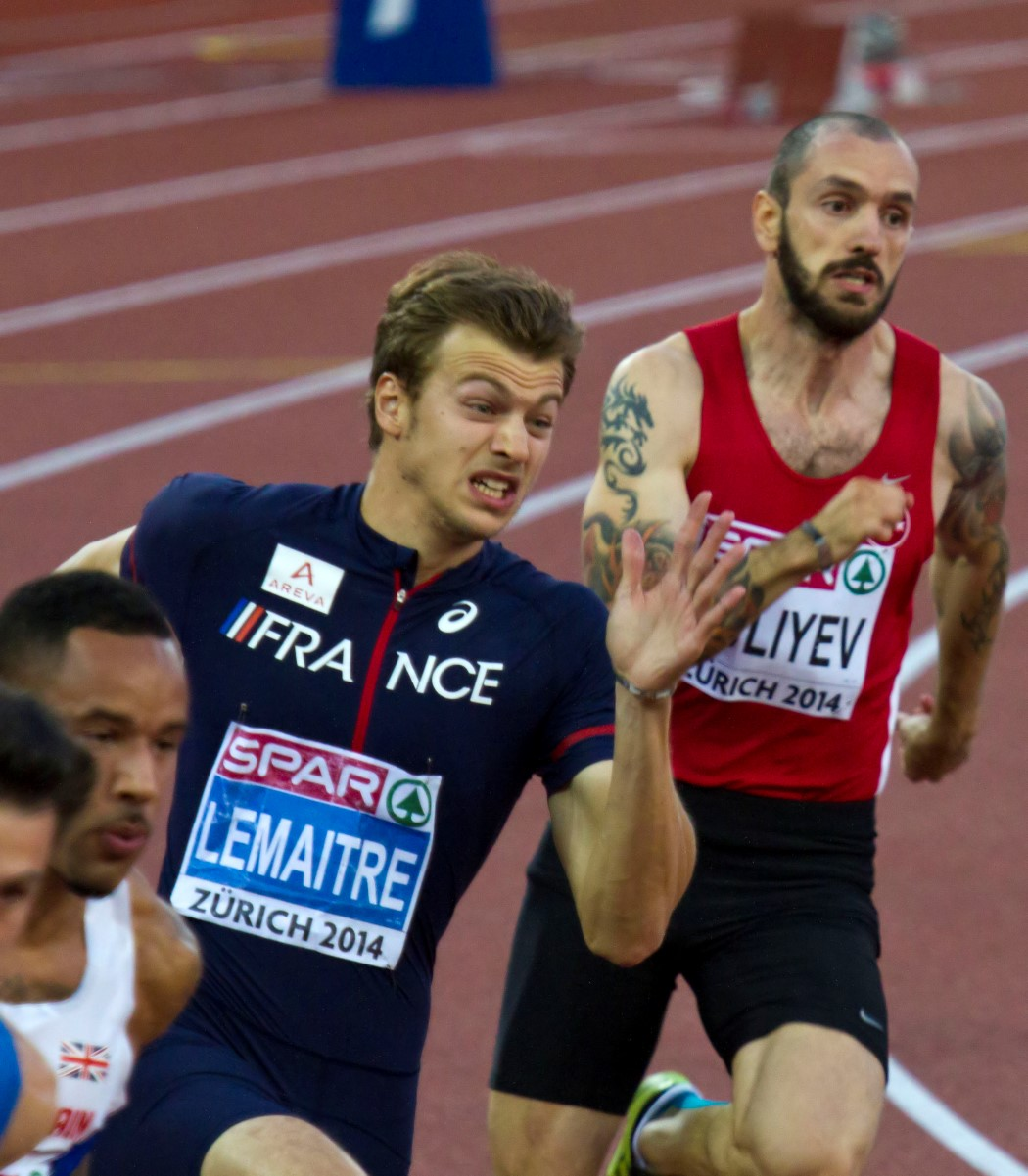
Zielkurve (v. l. n. r.): James Ellington, Christophe Lemaitre, Ramil Guliyev
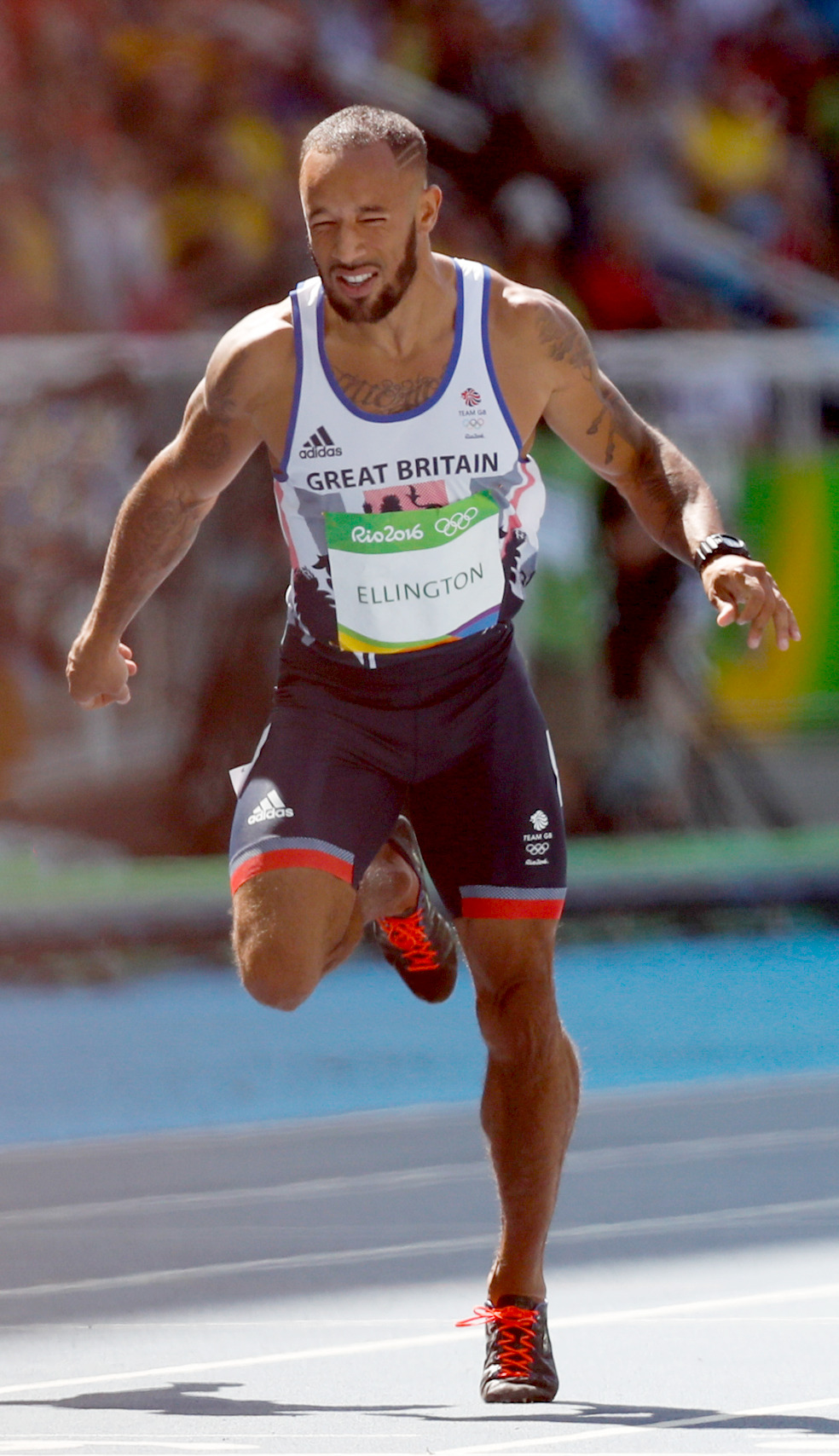
Nur um wenige Tausendstelsekunden verpasste James Ellington den Finaleinzug
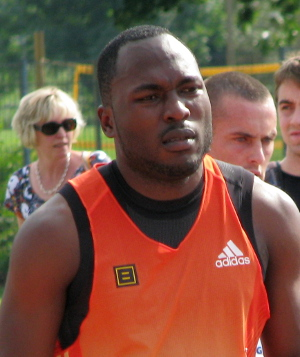
Alex Wilson – als Sechster ausgeschieden
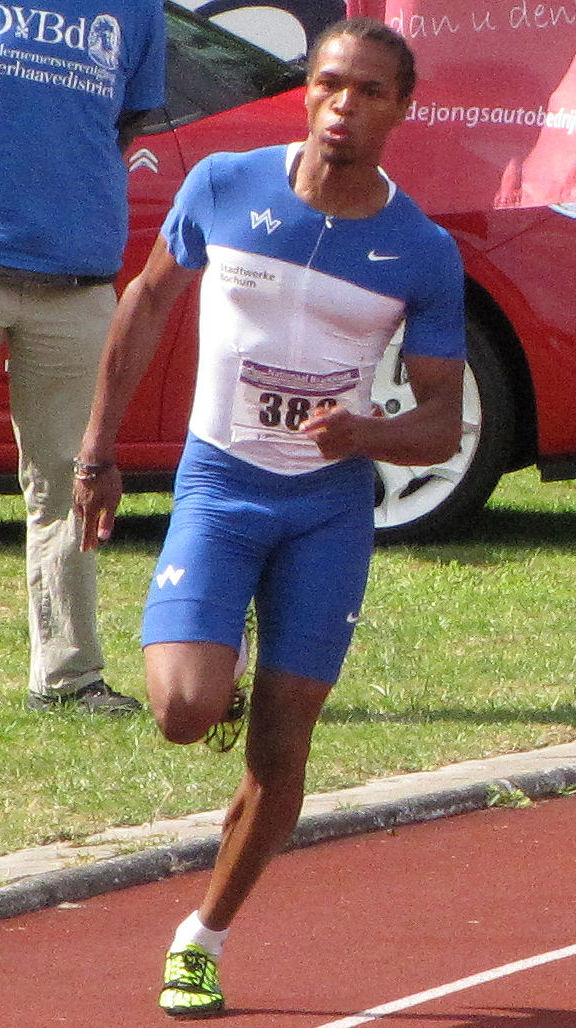
Robin Erewas – Rang sieben reichte nicht für die Finalteilnahme

14. August 2014, 20:15 Uhr
Wind: −0,4 m/s
| Platz | Name                | Nation         | Zeit (s) |
| ----- | ------------------- | -------------- | -------- |
| 1     | Christophe Lemaitre | Frankreich     | 20,26    |
| 2     | Serhij Smelyk       | Ukraine        | 20,32    |
| 3     | Diego Marani        | Italien        | 20,36    |
| 4     | Ramil Guliyev       | Türkei         | 20,38 NR |
| 5     | James Ellington     | Großbritannien | 20,52    |
| 6     | Alex Wilson         | Schweiz        | 20,76    |
| 7     | Robin Erewa         | Deutschland    | 20,82    |
| 8     | Sergio Ruiz         | Spanien        | 20,85    |

### Lauf 2

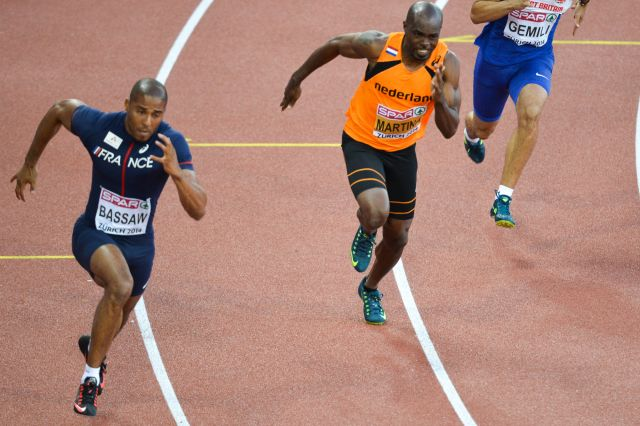
Zielkurve (v. l. n. r.): Ben Bassaw, Churandy Martina, Adam Gemili
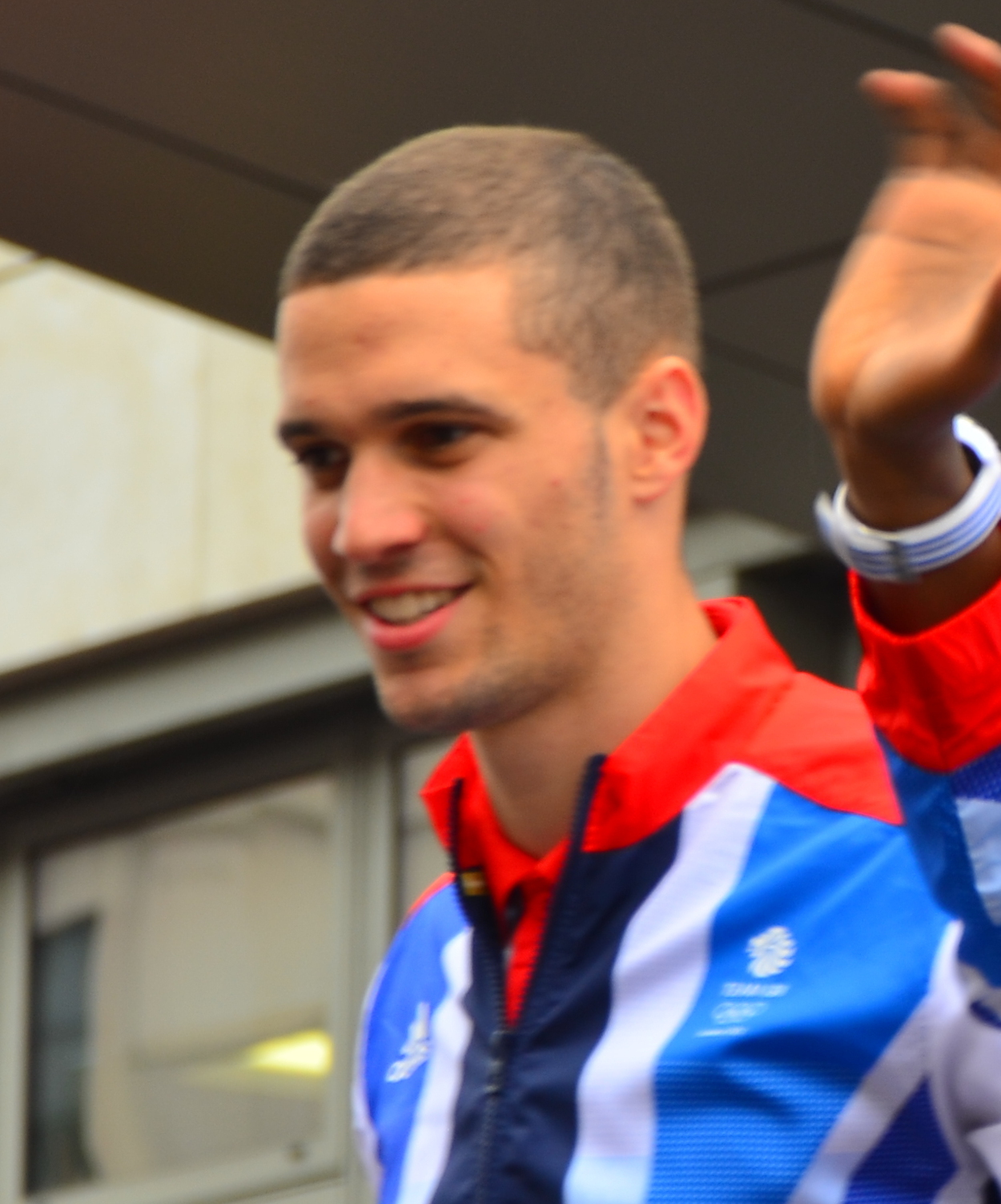
Danny Talbot – als Sechster nicht im Finale
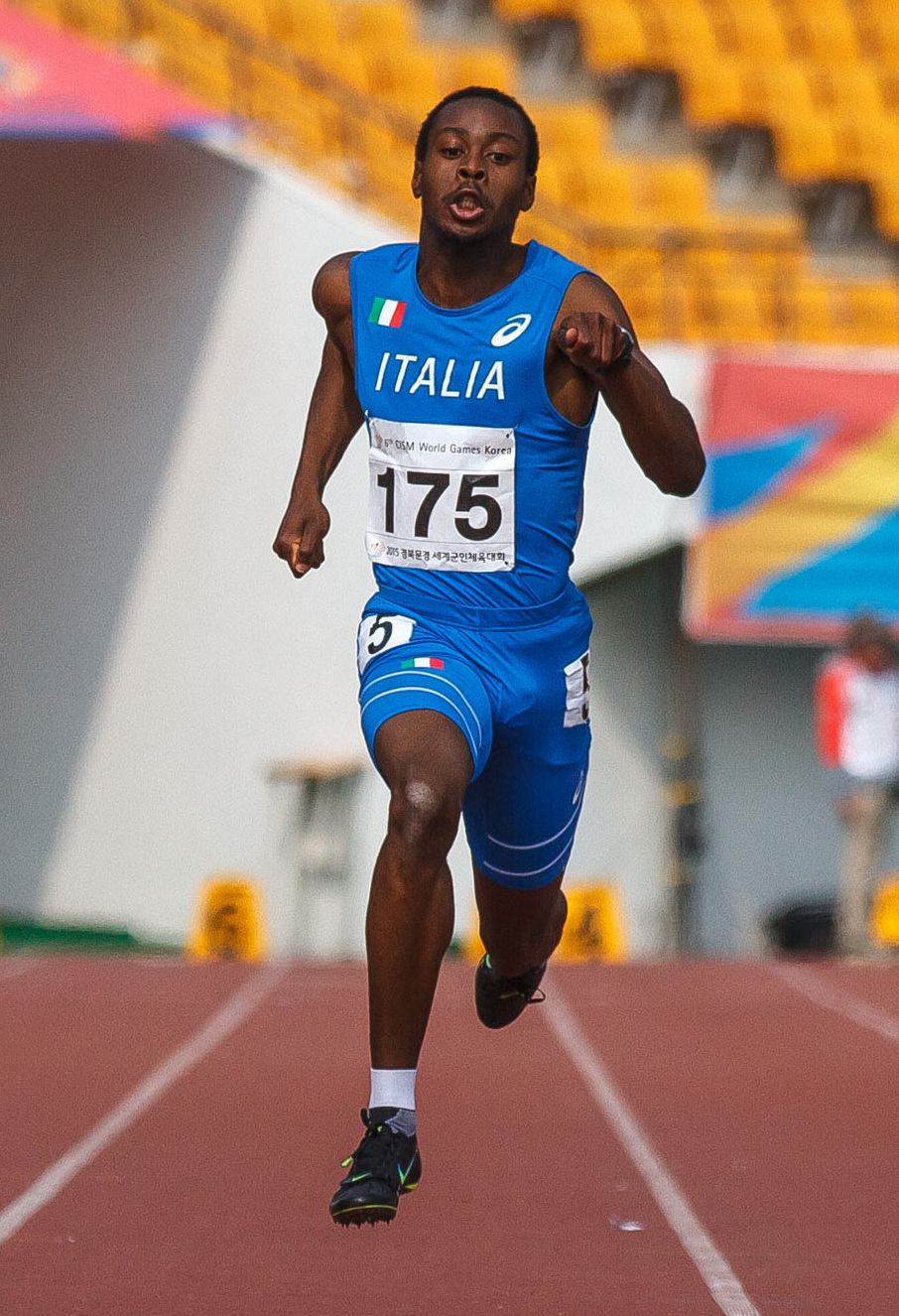
Eseosa Desalu – Rang sieben und damit nicht im Endlauf
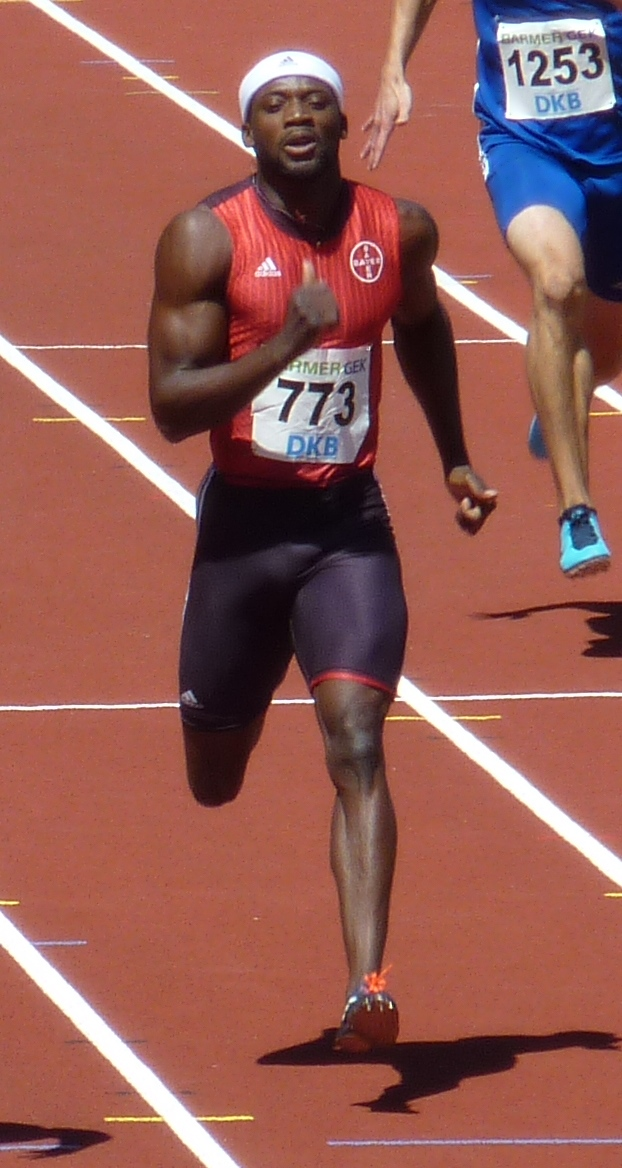
Für Aleixo-Platini Menga – nach Rang acht ausgeschieden

14. August 2014, 20:22 Uhr
Wind: +0,4 m/s
| Platz | Name                        | Nation         | Zeit (s) |
| ----- | --------------------------- | -------------- | -------- |
| 1     | Adam Gemili                 | Großbritannien | 20,23    |
| 2     | Churandy Martina            | Niederlande    | 20,40    |
| 3     | Likoúrgos-Stéfanos Tsákonas | Griechenland   | 20,40    |
| 4     | Karol Zalewski              | Polen          | 20,52    |
| 5     | Ben Bassaw                  | Frankreich     | 20,62    |
| 6     | Danny Talbot                | Großbritannien | 20,62    |
| 7     | Eseosa Desalu               | Italien        | 20,73    |
| 8     | Aleixo-Platini Menga        | Deutschland    | 20,89    |

## Finale

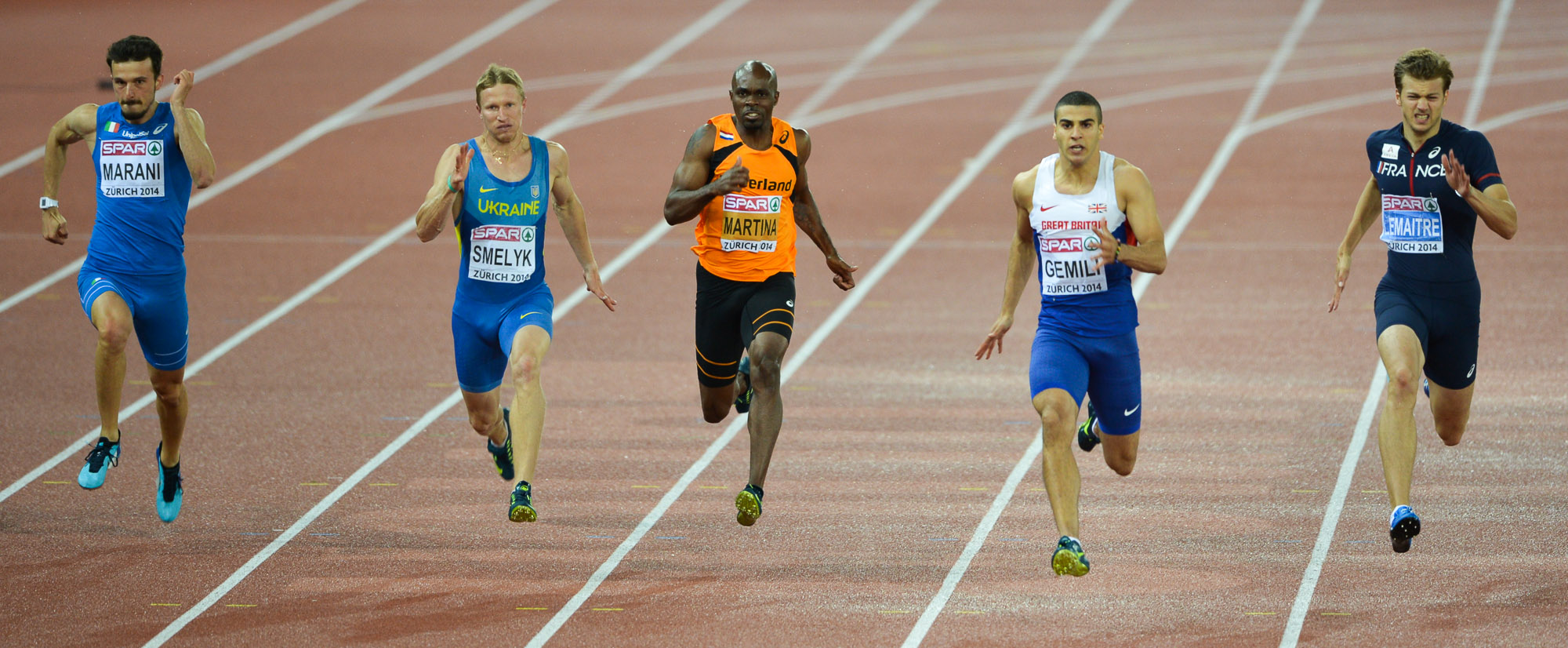
Am Beginn der Zielgeraden des 200-Meter-Finales (v. l. n. r.): Diego Marani, Serhij Smelyk, Churandy Martina, Adam Gemili, Christophe Lemaitre

15. August 2014, 21:49 Uhr
Wind: −1,6 m/s
| Platz | Name                        | Nation         | Zeit (s)    |
| ----- | --------------------------- | -------------- | ----------- |
| 1     | Adam Gemili                 | Großbritannien | 19,98 NU23R |
| 2     | Christophe Lemaitre         | Frankreich     | 20,15       |
| 3     | Serhij Smelyk               | Ukraine        | 20,30       |
| 4     | Churandy Martina            | Niederlande    | 20,37       |
| 5     | Diego Marani                | Italien        | 20,43       |
| 6     | Ramil Guliyev               | Türkei         | 20,48       |
| 7     | Likoúrgos-Stéfanos Tsákonas | Griechenland   | 20,53       |
| 8     | Karol Zalewski              | Polen          | 20,58       |

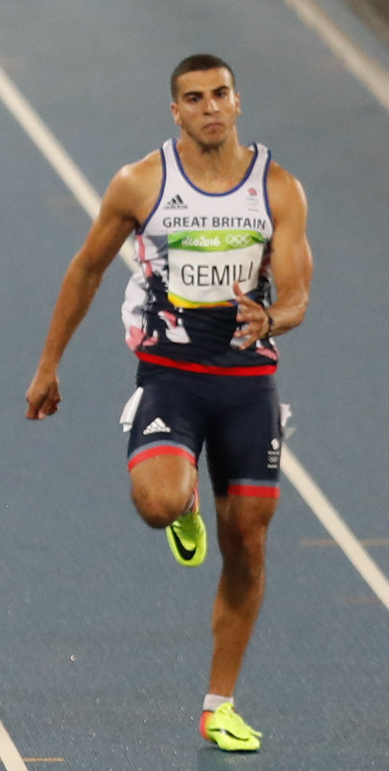
Europameister Adam Gemili
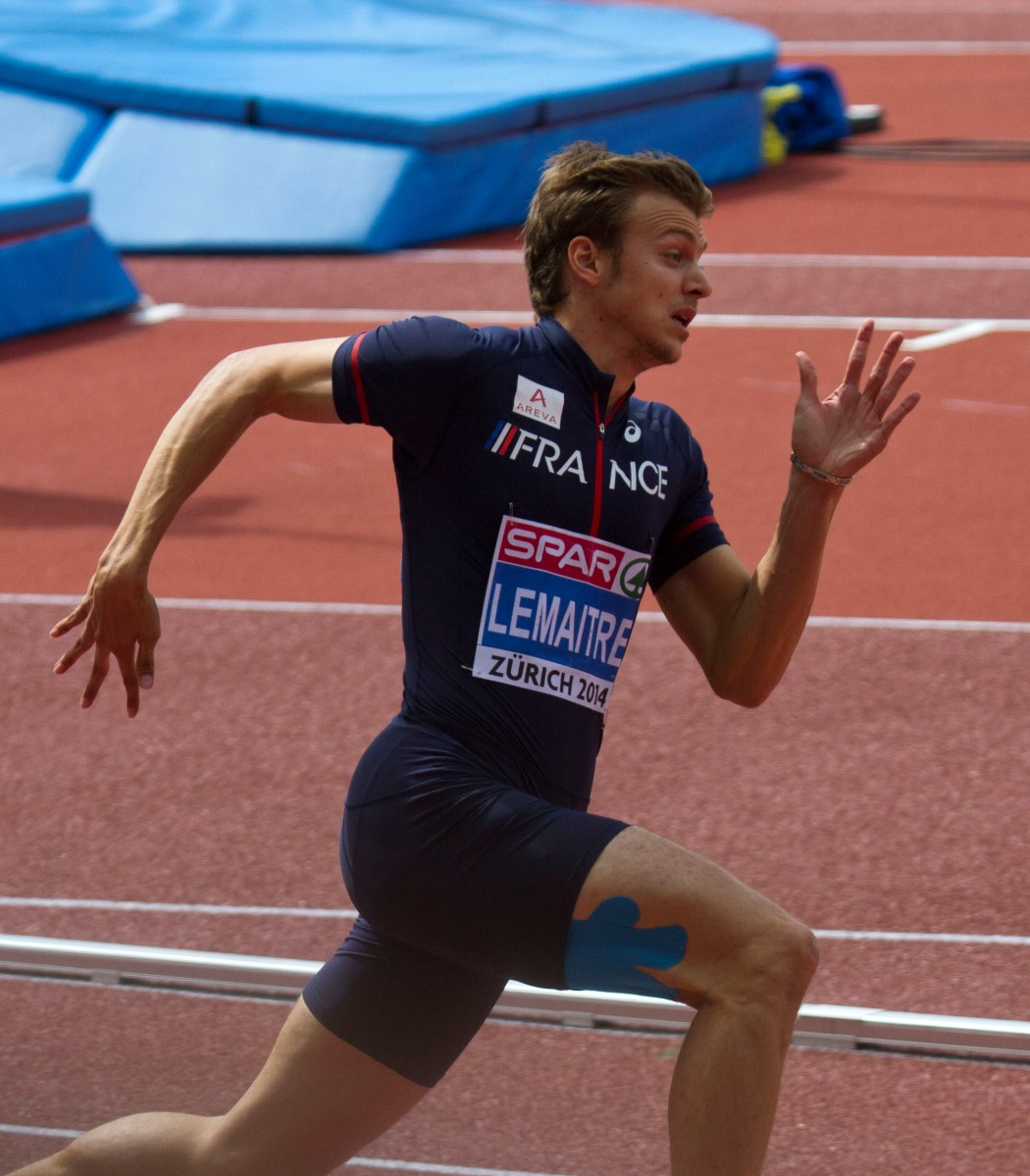
Wie schon über 100 Meter errang der WM-Dritte von 2011 Christophe Lemaitre die Silbermedaille
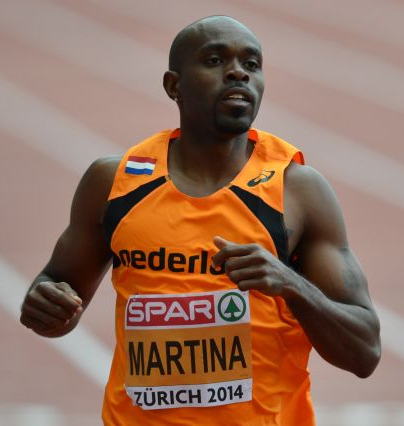
Titelverteidiger Churandy Martina belegte hier in Zürich Rang vier

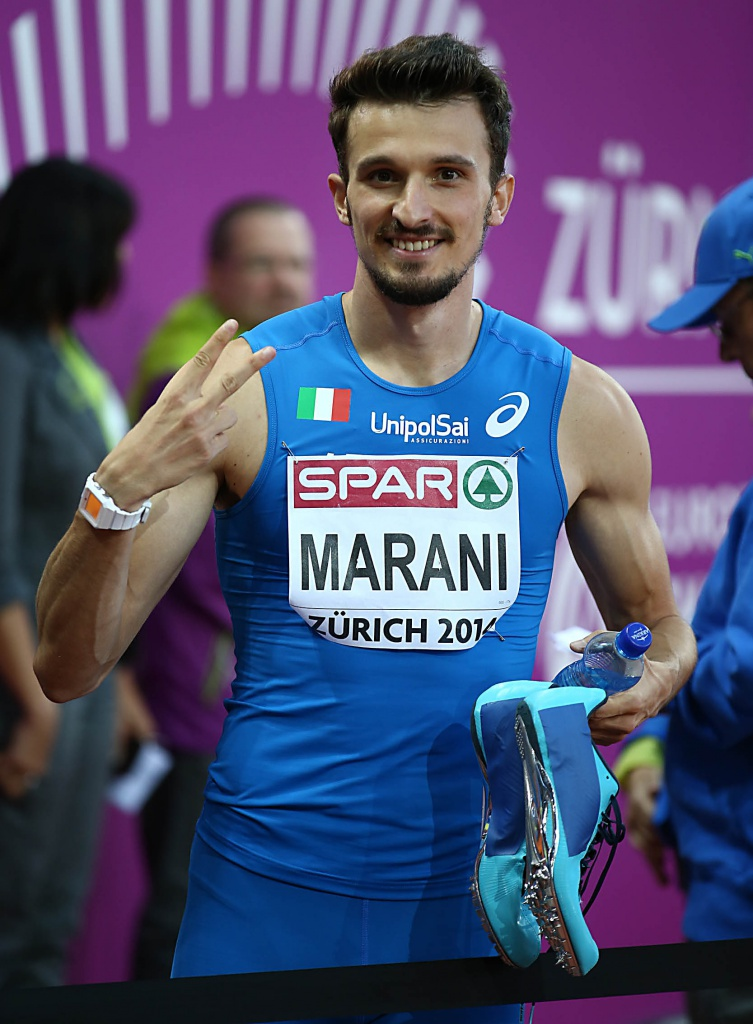
Diego Marani erreichte den fünften Platz
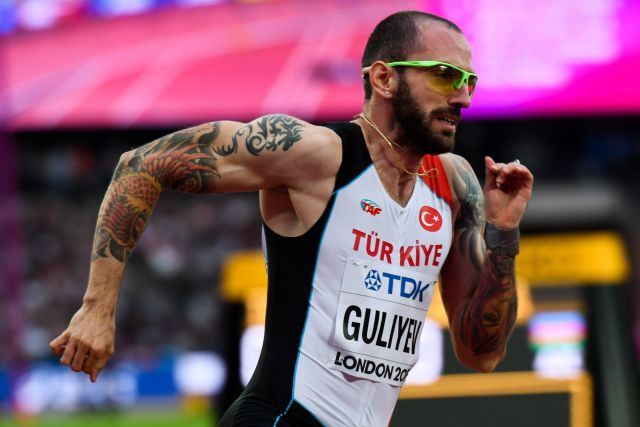
Der spätere Welt- und Europameister Ramil Guliyev kam auf den sechsten Platz
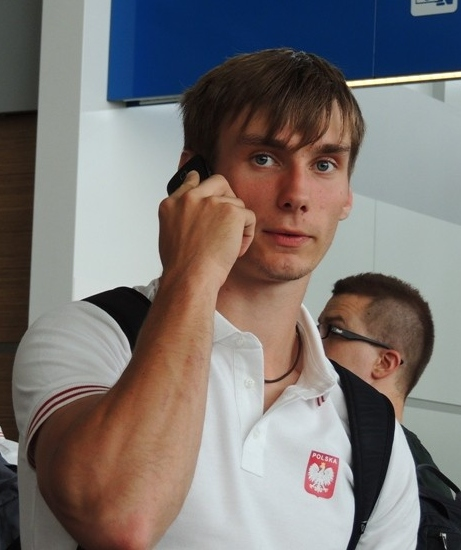
Der achtplatzierte Karol Zalewski

## Videolink
- 200m Men's Final European Championship Zurich 2014, youtube.com, abgerufen am 1. Februar 2020